# ویکی‌پدیای اوریه
ویکی‌پدیای اوریه نسخه زبان اوریه وب‌گاه ویکی‌پدیا است.  زبان اوریه تا ۲۲ مه ۲۰۱۴ میلادی بابیش‌از ۸٬۰۰۰ مقاله در رده یکصدوسی‌وسوم ویکی‌پدیاها قرار گرفته‌است.